# 7215 Gerhard
7215 Gerhard (1977 FS) là một tiểu hành tinh nằm phía ngoài của vành đai chính được phát hiện ngày 16 tháng 3 năm 1977 bởi H.-E. Schuster ở Đài thiên văn Nam Âu.